# Eclectus infectus
Eclectus infectus é uma espécie extinta de papagaio que habitava Tonga, Vanuatu e possivelmente Fiji. Seu único "primo" vivo é o E. roratus, que possui asas proporcionalmente maiores.